# Bătălia de la Flarchheim
Bătălia de la Flarcheim s-a disputat între forțele împăratului Henric al IV-lea și antiregele romano-german Rudolf de Rheinfelden, ducele Suabiei, la data de 27 ianuarie 1080 în apropiere de localitatea Flarchheim.

## Preludiul
După ce a pierdut susținerea unora dintre principii saxoni, Rudolf de Rheinfelden părea să devină vulnerabil în pretențiile sale asupra titlului regal, iar Henric al IV-lea a căutat să profite de această situația și a pornit un marș împotriva acestuia în iarna dintre anii 1079 și 1080. 

## Bătălia
Regele Henric al IV-lea s-a îndreptat împotriva lui Rudolf, oastea sa mărșăluind din sudul teritoriilor germane spre Saxonia. Rudolf a venit în întâmpinarea lui Henric, și trupele celor doi s-au întâlnit la Flachheim, între Eisenach și Mühlhausen, în Turingia. Ambele armate erau formate doar din cavaleri. Conform cronicarului Berthold din Reichenau, de partea împăratului Henric se aflau 3255 de cavaleri ai ducelui Vratislav al II-lea al Boemiei.
Rudolf și-a poziționat trupele pe un deal în spatele unui pârâu. El intenționa să atace armata lui Henric îndată ce aceasta ar fi trecut pârâul și apoi trupele sale dezordonate ar fi urcat dealul. Henric al IV-lea a înțeles această intenție și a ocolit poziția ocupată de Rudolf. Se spune că bătălia propriu-zisă a început după ora trei după-amiaza. O furtună abundentă de zăpadă și frigul extrem au afectat puternic combatanții, astfel încât bătălia transformat în lupte individuale între cavaleri până când căderea nopții i-a determinat pe combatanți să renunțe. Nu a fost luată nicio decizie tactică reală. Rudolf a revendicat victoria, deoarece a rămas pe câmpul de luptă până la miezul nopții, iar Henric s-a retras în dimineața următoare. În timp ce se spunea că armata boemă a fost aproape total distrusă, iar armata lui Rudolf ar fi suferit pierderi minime (doar 38 de morți, printre care doi nobili). Acest rezultat s-a datorat și participării lui Otto de Northeim.
Cronicarul Ekkehard de Aura relatează că Otto de Nordheim a atacat și a devastat tabăra lui Henric al IV-lea, silind trupele francone și boeme să se retragă. Nu este clar dacă Henric a fost înfrânt sau dacă doar s-a retras în fața unei rezistențe mai puternice decât se așteptase.
În timpul bătăliei ducele Vratislav al II-lea, care lupta de partea lui Henric, a capturat lancea regală de aur a lui Rudolf de Rheinfelden, ceea ce a redus moral succesul pe care Rudolf și-l atribuia.